# Raphaël Ibáñez
Raphaël Ibáñez (Dax, 17 de febrero de 1973) es un exjugador francés de rugby que se desempeñaba como hooker.

## Carrera
Hijo de inmigrantes españoles, originarios de  Potes,  Cantabria, en 2005 Ibáñez de 32 años se unió a los London Wasps y jugó con ellos hasta su retiro con 36 años en 2009. En este club ayudaría a conseguir una vez; la copa, la liga y la máxima competición continental.

## Selección nacional
Debutó con Les Bleus en marzo de 1996 frente a los Dragones Rojos, fue capitán del equipo de 1998 a 1999 y en 2007. Jugó con el seleccionado hasta su retiro internacional en noviembre de 2007, en ese partido enfrentó a los Pumas. En total jugó 98 partidos y marcó ocho tries (40 puntos).

### Participaciones en Copas del Mundo
Ibáñez disputó tres Copas del Mundo; Gales 1999 donde Les Bleus resultaron subcampeones al caer ante los Wallabies, Australia 2003 en la cual Francia fue derrotada en semifinales por el XV de la Rosa y Francia 2007 donde a pesar de ser locales, Les Bleus volvió a caer ante Inglaterra en semifinales.
| Mundial                       | Sede      | Resultado     | PJ | Tries |
| ----------------------------- | --------- | ------------- | -- | ----- |
| Copa Mundial de Rugby de 1999 | Gales     | Subcampeón    | 6  | 0     |
| Copa Mundial de Rugby de 2003 | Australia | Cuarto puesto | 6  | 1     |
| Copa Mundial de Rugby de 2007 | Francia   | Cuarto puesto | 6  | 1     |

## Palmarés
- Campeón del Torneo de las Seis Naciones de 1998, 2002, 2006 y 2007.
- Campeón de la Copa de Campeones Europea de 2006-07.
- Campeón de la European Shield de 2002-03.
- Campeón de la Premiership Rugby de 2007-08.
- Campeón de la Anglo-Welsh Cup de 2005-06.